# نجيب شهاب الدين
نجيب شهاب الدين (4 أغسطس 1944 - 1 يونيو 2021) هو شاعر مصري.

## حياته
وُلد في 4 أغسطس عام 1944 في قرية البتانون بمركز شبين الكوم بمحافظة المنوفية، واشتهر بكتابة الشعر بالعاميّة المصرية، وبقصائده التي لحنها وغناها الشيخ إمام عيسى مثل قصيدة «يا مصر قومي وشدي الحيل»، و«سايس حصانك»، و«مرمر زماني»، اعتُقِل في يناير عام 1975 في سجن ليمان طرة بتهمة معارضة النظام الحاكم آنذاك، وتوفيّ في 1 يونيو عام 2021 عن عمر ناهز السابعة والسبعين بعد أن عانى في سنواته الأخيرة من مرض بالعمود الفقري.

## أشعاره
ألف الشاعر نجيب شهاب الدين الكثير من القصائد بالعامية المصرية ورحل دون أن تُجمع أشعاره أو تنشر في دواوين أو كتب، ولكن بعضها بقيت حية في الوجدان المصري بعد أن قدم الشيخ إمام عيسى عددًا منها ملحنة ومغناة، ومن تلك الأشعار:
- يا مصر قومي وشدي الحيل.
- سايس حصانك.
- مرمر زماني.